# Võ lâm Phật gia
Võ phái Võ lâm Phật gia là một môn phái trong hệ thống các môn phái võ thuật cổ truyền Việt Nam.

## Lịch sử
Võ phái Võ lâm Phật Gia có nguồn gốc từ hệ thống các kỹ thuật chiến đấu cổ truyền của Võ lâm Việt Nam. Do đặc tính chiến đấu cao và thực dụng, võ lâm từng có thời kỳ ảnh hưởng đến huấn luyện trong quân đội của các triều đại, cho đến đầu triều Nguyễn, khi mà sự hùng mạnh của võ thuật phải nhường bước trước sức mạnh của hỏa khí Tây phương.
Một trong những nhược điểm chí tử của võ lâm là tính phi hệ thống. Do tính thực dụng, võ lâm thường nhất mạnh tính nhanh chóng và hiệu quả, không câu nệ vào hệ thống, chú trọng và đặc thù cá nhân, đồng thời cũng dẫn đến sự sai lạc trong truyền thụ. Mặc dù vậy, để bảo tồn và gìn giữ những tinh hoa của võ lâm trước sự mai một, nhiều võ sư hiện đại đã tìm cách hệ thống hóa võ lâm, xây dựng thành một võ phái với những bài bản truyền thụ để bảo tồn và gìn giữ các tinh hoa võ thuật cổ truyền. Võ phái Võ lâm Phật gia Việt Nam là một trong những trường hợp đó, do võ sư Băng Sơn tuyên hiệu ngày 1 tháng 5 năm 1985 tại Hà Nội, có tổ đường tại 10B phố Đồng Nhân, Hà Nội.

## Đặc điểm
Võ lâm Phật gia là môn võ xuất phát từ cửa thiền được phóng tác theo lối chiến đấu của các loài mãnh thú trong rừng. Hai chữ "Võ lâm" chỉ tinh hoa đã chất lọc được từ dòng võ cổ truyền Việt Nam với ý nghĩa: "Môn sinh võ lâm không bao giờ quên tổ quốc, đặt tổ quốc trên hết". "Võ lâm" còn chỉ biển võ học mênh mông như rừng như biển, môn sinh võ lâm nên tự biết sức mình mà luyện tập. Hai chữ "Phật gia" chỉ cội nguồn môn võ xuất phát từ cửa thiền dùng để rèn thân tu trí với ý nghĩa: "Môn sinh võ lâm không bao giờ quên cội nguồn nơi mình sinh ra". Nó còn nhắc nhở môn sinh võ lâm luôn hành thiện trong đạo xử thế.
Đặc điểm kỹ thuật của võ lâm phật gia được xây dựng trên nền tảng nguyên lý âm dương-ngũ hành, triết lý của võ học cổ truyền Đông phương dựa trên nền tảng ngũ hình quyền "Hổ-Báo-Long-Xà-Hạc trong đó Hổ quyền luyện tập xương cốt tạo sức mạnh cơ bản, chủ luyện "Cốt". Báo quyền luyện sức mạnh và cơ bắp, sức bật và tốc độ, chủ luyện "Lực". Long quyền luyện gân sức, sự dẻo dai nhu hoà, chủ luyện "Thần". Xà quyền luyện thân pháp, eo, lưng, tay chân mềm dẻo, linh hoạt chủ luyện "Khí". Hạc quyền luyện sự thăng bằng trầm tĩnh, chủ luyện "Tinh". Trong đó Hổ quyền luyện "Ngạnh công", Báo quyền, Long quyền chủ luyện "Nhu công", Xà quyền, Hạc quyền chủ luyện "Miên công".
Đặc trưng kỹ thuật của Võ phái Võ Lâm là
Thủ nhu và tấn cương
Không đối lực trực tiếp
Nương theo đòn hóa giải
Chiêu thức cần liên hoàn
Đoản trường luôn tương hỗ
Cương, Nhu cùng phối triển
Giàu triết lý nghệ thuật
Chiến đấu hiệu quả cao
Là môn võ phù hợp
Với con người Việt Nam

## Hệ thống chương trình
Hệ thống huấn luyện của Võ Lâm được phân thành hệ thống khoa học, sắp xếp hợp lý từ thấp đến cao, từ dễ đến khó, phù hợp với mọi lứa tuổi. Với lứa tuổi nhi đồng thiếu niên, có hệ thống quyền thảo, đối luyện, khí công nhằm rèn luyện tốt sức mạnh và thể chất, sự nhanh nhẹn dẻo dai, trí não phát triển tốt, giúp công việc học hành của thiếu niên, nhi đồng được thông sáng, có tính kỷ luật cao.
Với lứa tuổi thanh niên, có hệ thống quyền thảo, binh khí, đối luyện, khí công nhằm luyện tập sức mạnh, sự dẻo dai, tính nhanh nhẹn linh hoạt, trí não phát triển hài hòa, cân đối về thể chất và tinh thần, duy trì tốt sự đoàn kết, tính kỷ luật, kiến tạo cho thanh niên một hành trang vào đời, phát triển sự nghiệp, phụng sự tổ quốc.
Với lứa tuổi trung niên có hệ thống quyền thảo, binh khí, nội khí công đặc biệt nhằm phát triển tốt cả hai mặt thể chất và trí não, giúp việc phát huy tốt về tri thức nghề nghiệp, có tinh thần trách nhiệm cao, phục vụ nhân dân, phục vụ tổ quốc.
Với lứa tuổi lão niên có hệ thống quyền thảo, binh khí, nội khí dưỡng sinh công rèn luyện, giúp người tập có sức khỏe tốt, ít bệnh tật, sống lâu chậm già, sống vui khoẻ, sống có ích, an vui, trường thọ.
Đặc biệt là vấn đề đạo đức, tính truyền thống của dân tộc Việt Nam trong Võ Lâm rất được coi trọng. Nhằm thúc đẩy tính tự hào dân tộc, tôn vinh dân tộc, tinh thần trách nhiệm, phụng sự tổ quốc, phục vụ nhân loại. Võ Đạo chính là linh hồn của Võ Lâm, phương châm hành đạo xử thế của môn sinh Võ Lâm là: "Trung nước - Hiếu nhà – Hòa Xã hội".

## Giá trị tự vệ và rèn luyện căn tính
Võ Lâm Phật Gia là môn võ có đầy đủ về ba mặt: Tự vệ-Thể thao–Đạo hạnh để rèn luyện con người. Võ Lâm đào tạo con người được cả nghề lẫn nết, không chiến đấu giữ thân thì cũng khỏe mạnh thể chất, minh mẫn tinh thần, sống có tác phong đạo đức. Là môn võ phù hợp với mọi lứa tuổi, mọi dân tộc, mọi thời đại.
Bởi vậy có thể nói rằng Võ Lâm Phật Gia là sự kế thừa, lưu giữ, phát triển văn hóa mang bản sắc dân tộc Việt Nam.